# Sriracha

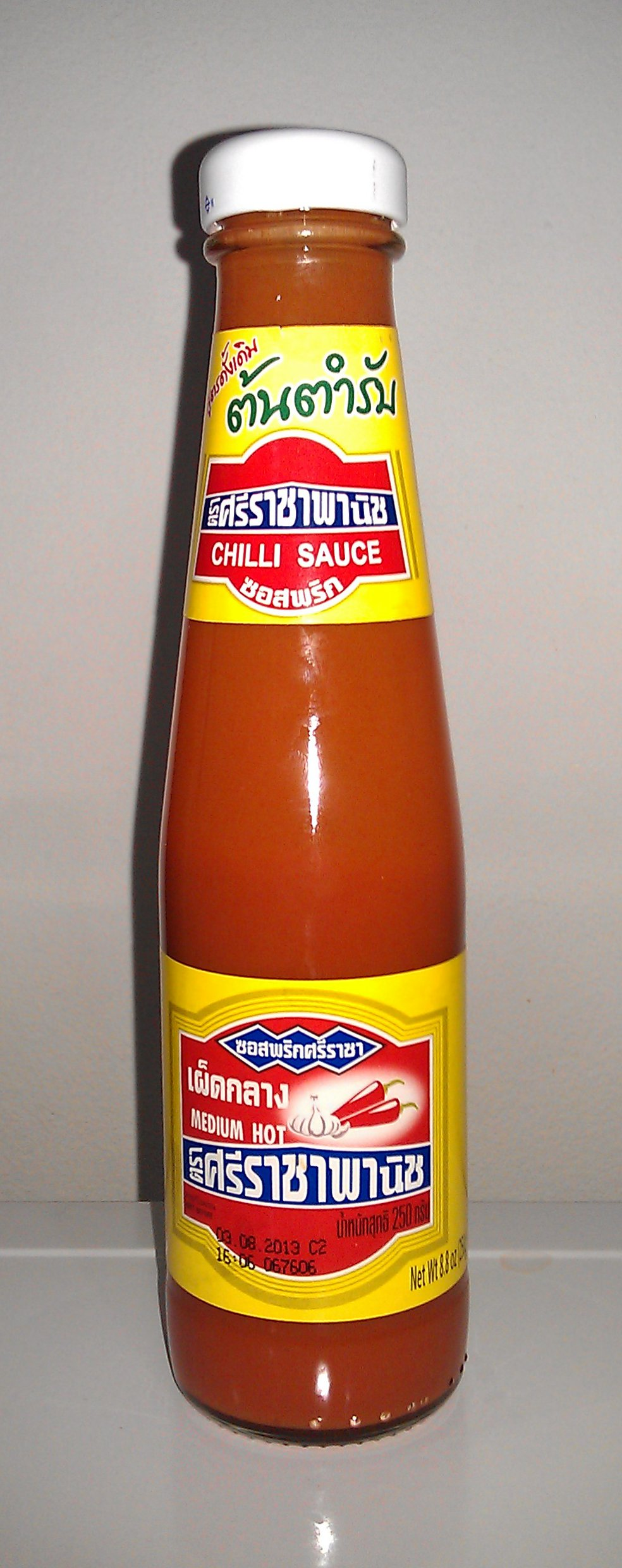

Sriracha (em tailandês:  ศรีราชา, AFI: [siː˩˩˦.raː˧.t͡ɕʰaː˧] pronúnciaⓘ) é um tipo de molho de pimenta, que recebeu o nome da cidade de Si Racha, na província de Chon Buri, Tailândia, onde foi produzido e servido nos restaurantes de frutos do mar locais. É uma pasta de pimenta, vinagre, alho, açúcar e sal  Na Tailândia o molho é chamado também de sot Siracha (em tailandês:  ซอสศรีราชา) e algumas vezes de nam phrik Siracha (em tailandês:  น้ำพริกศรีราชา).

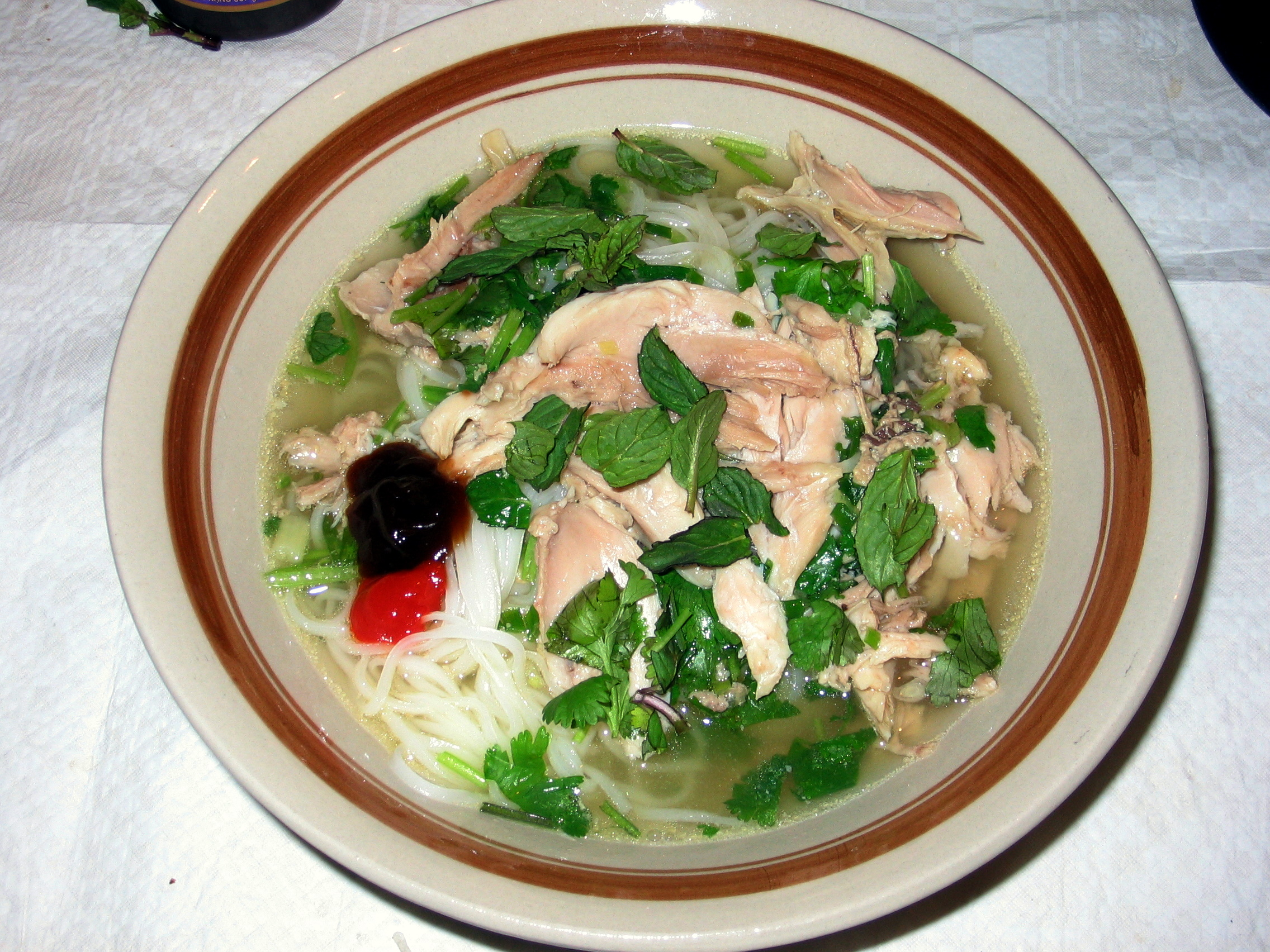
Sriracha servida no phở.

Na Tailândia, o sriracha é frequentemente usado como molho em frutos do mar. Na culinária vietnamita, o sriracha é usado como condimento no phở, massa frita, cobertura para rolinho primavera e em molhos.